# Amnehärads kyrka
Amnehärads kyrka är en kyrkobyggnad som tillhör Amnehärads församling i Skara stift. Kyrkan ligger strax norr om centralorten i Gullspångs kommun. 

## Kyrkobyggnaden
Stenkyrkan är troligen uppförd på 1200-talet och består av rektangulärt långhus med ett femsidigt kor i öster. Öster om koret finns en vidbyggd sakristia. Vid västra kortsidan finns ett kyrktorn av trä som är svarttjärat. Vid långhusets norra sida finns ett dopkapell som tidigare var sakristia. Vid södra sidan har tidigare funnits ett vapenhus. Kyrktornet av trä tillkom 1666 och ersatte en tidigare klockstapel. Nuvarande femsidiga kor byggdes 1737 och nuvarande sakristia i öster byggdes 1835. Långhuset har ett brant sadeltak belagt med skiffer. Torntaket är belagt med spån.
Vid kyrkan finns ett bårhus av betong med skifferklätt tak uppfört 1967.

## Inventarier
- Dopfunten är från 1200-talet.
- Predikstolen är tillverkad omkring 1650 av Bengt Snidare från Kristinehamn.
- Altaruppsatsen är från 1687.

### Klockor
- I tornet finns två klockor. Storklockan göts på medeltiden och har en inskrift som kan tolkas: Maria hjälp!,[1] medan lillklockan göts 1724.

## Orglar
- 1872 byggde Erik Adolf Setterquist, Örebro, en orgel med stum fasad.
- 1981 byggdes en orgel av Smedmans Orgelbyggeri. Den har 19 stämmor fördelade på två manualer och pedal. Fyra av stämmorna är bevarade från en ombyggnation gjord 1916. Fasaden är från 1872 års orgel.[2]

| Huvudverk (I) (C-g3) | Svällverk (II) (C-g3) | Pedal (C-f1)  | Koppel |
| -------------------- | --------------------- | ------------- | ------ |
| Principal 8'         | Gedackt 8'            | Subbas 16'    |        |
| Rörflöjt 8'          | Salicional 8'         | Gedackt 8'    |        |
| Oktava 4'            | Violin 8'             | Kvintadena 4' |        |
| Tvärflöjt 4'         | Rörflöjt 4'           | Fagott 16'    |        |
| Kvinta 2 2/3'        | Principal 2'          |               |        |
| Oktava 2'            | Blockflöjt 2'         |               |        |
| Mixtur 4 chor        |                       |               |        |
| Trumpet 8'           | Kvinta 1 1/3'         |               |        |
| Tremulant            | Tremulant             |               |        |
|                      | Crescendosvällare     |               |        |

- I koret finns en mindre orgel av standardtyp, som ursprungligen stått i Otterbäckens kyrka. Den byggdes 1965 av I. Starup & Søn och har fyra stämmor.[3]

| Manual (C-g3)     |
| ----------------- |
| Trægedackt 8' B/D |
| Rørfløjte 4' B/D  |
| Principal 2' B/D  |
| Spidsoktav 1' B/D |
| Crescendosvällare |

## Bilder

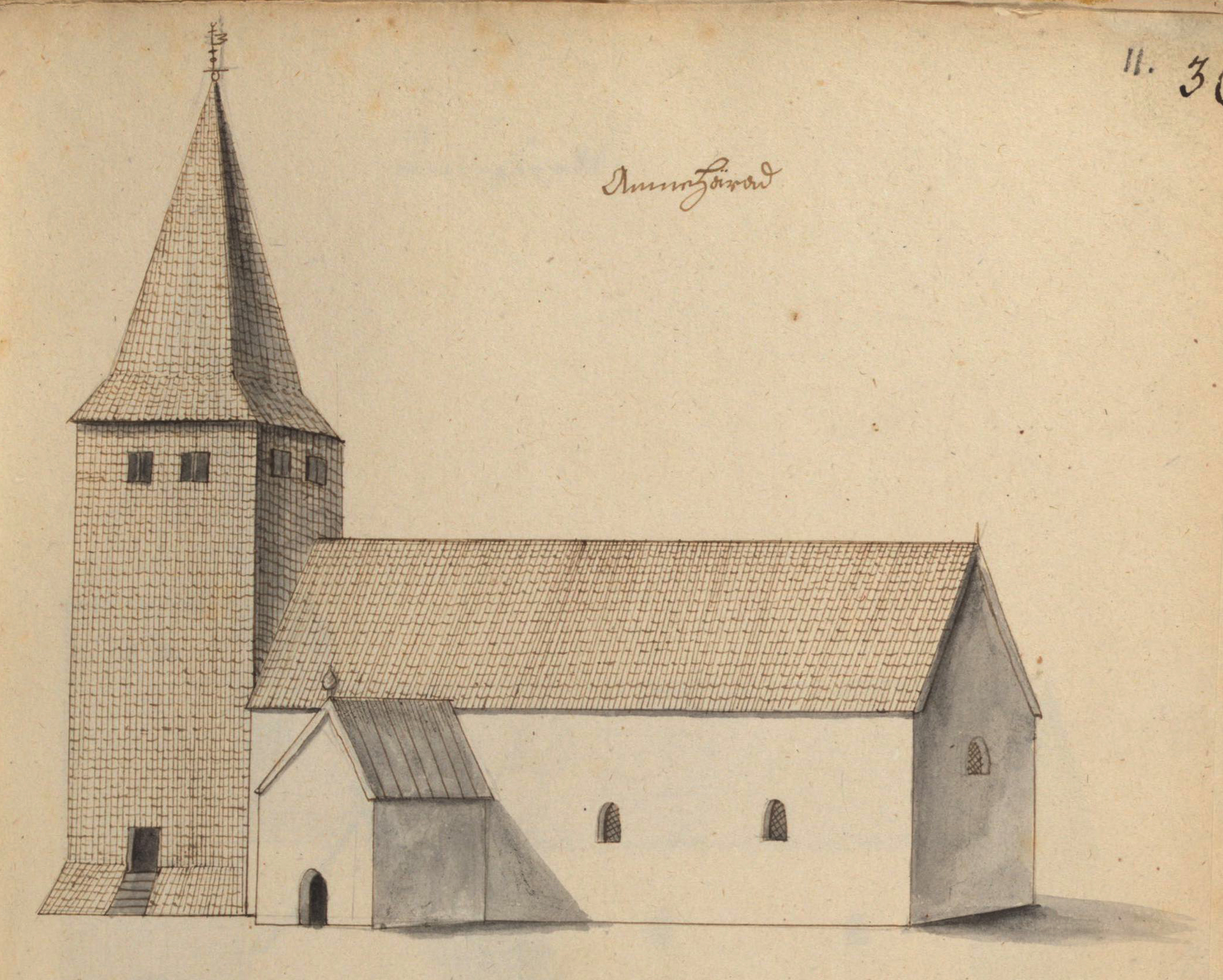
Kyrkan på teckning omkring 1670.
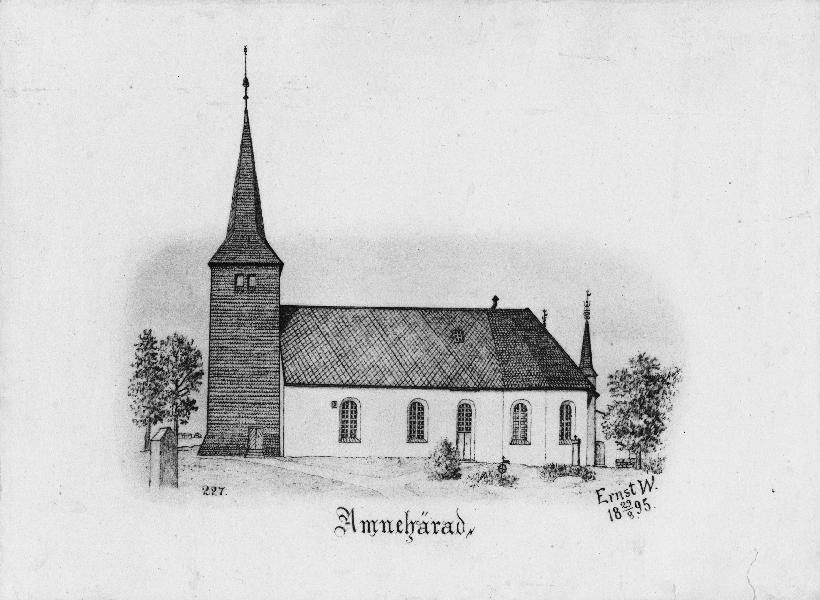
Kyrkan på teckning 1895.
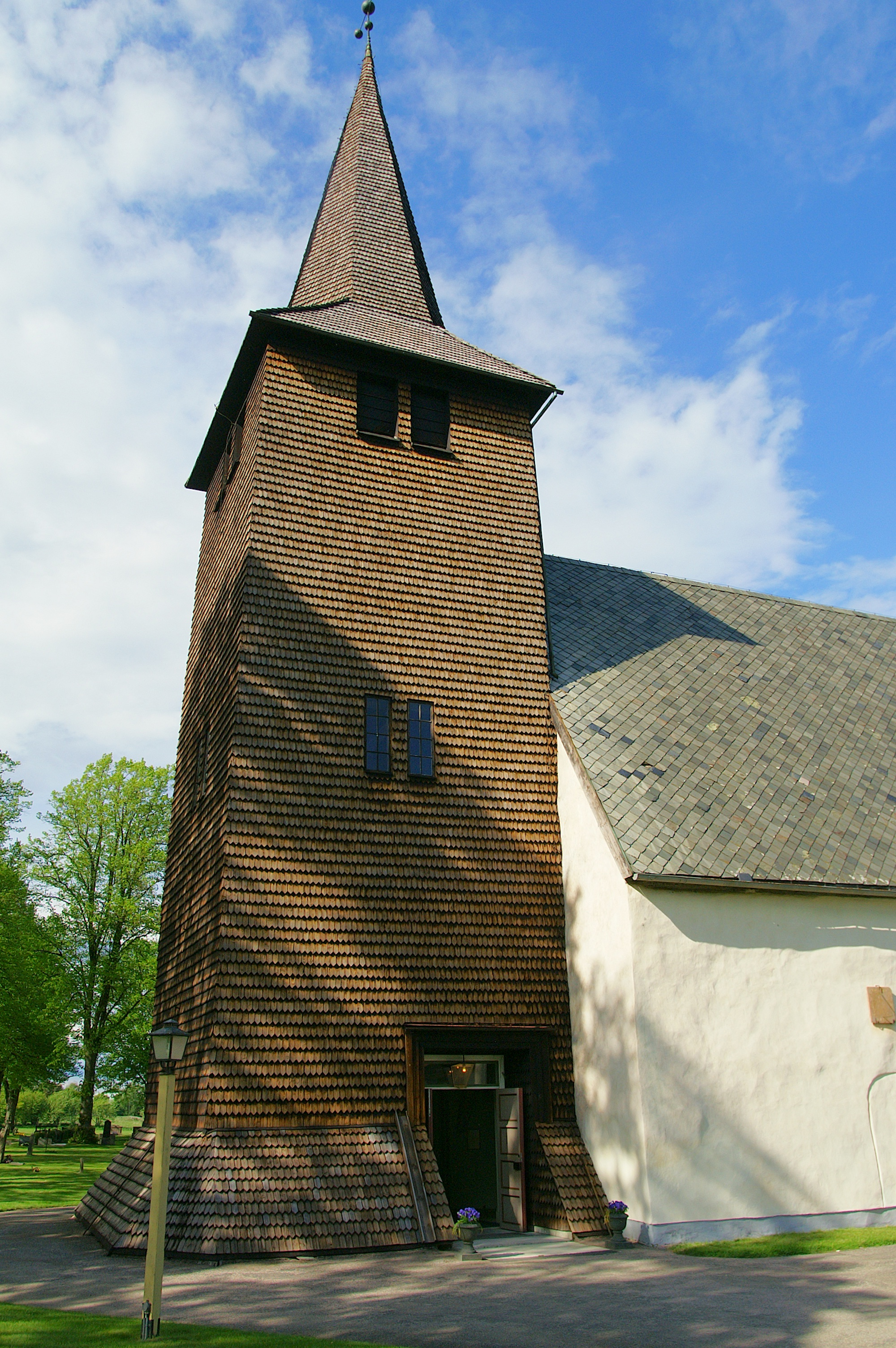
Tornet.
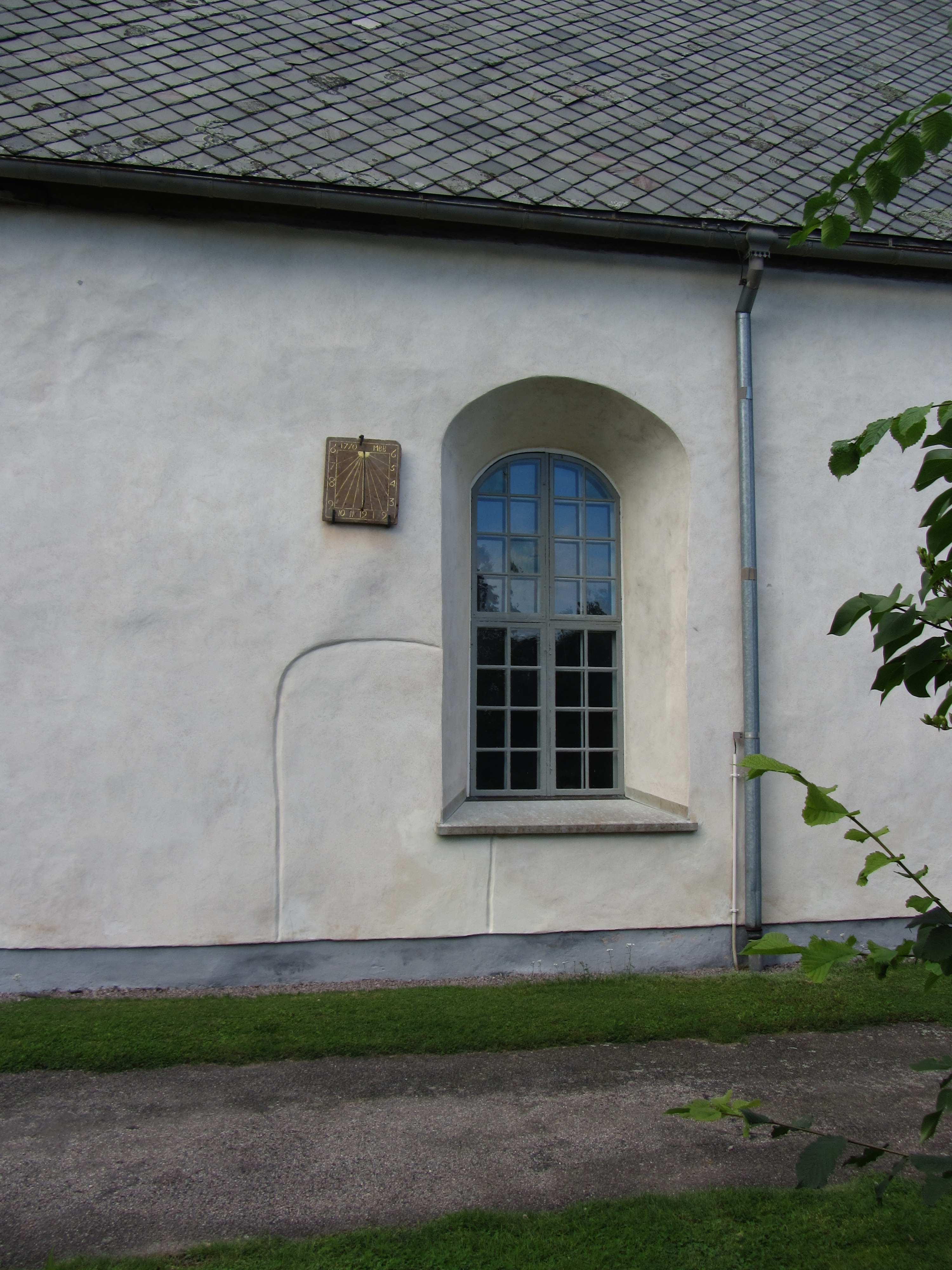
Exteriördetalj.
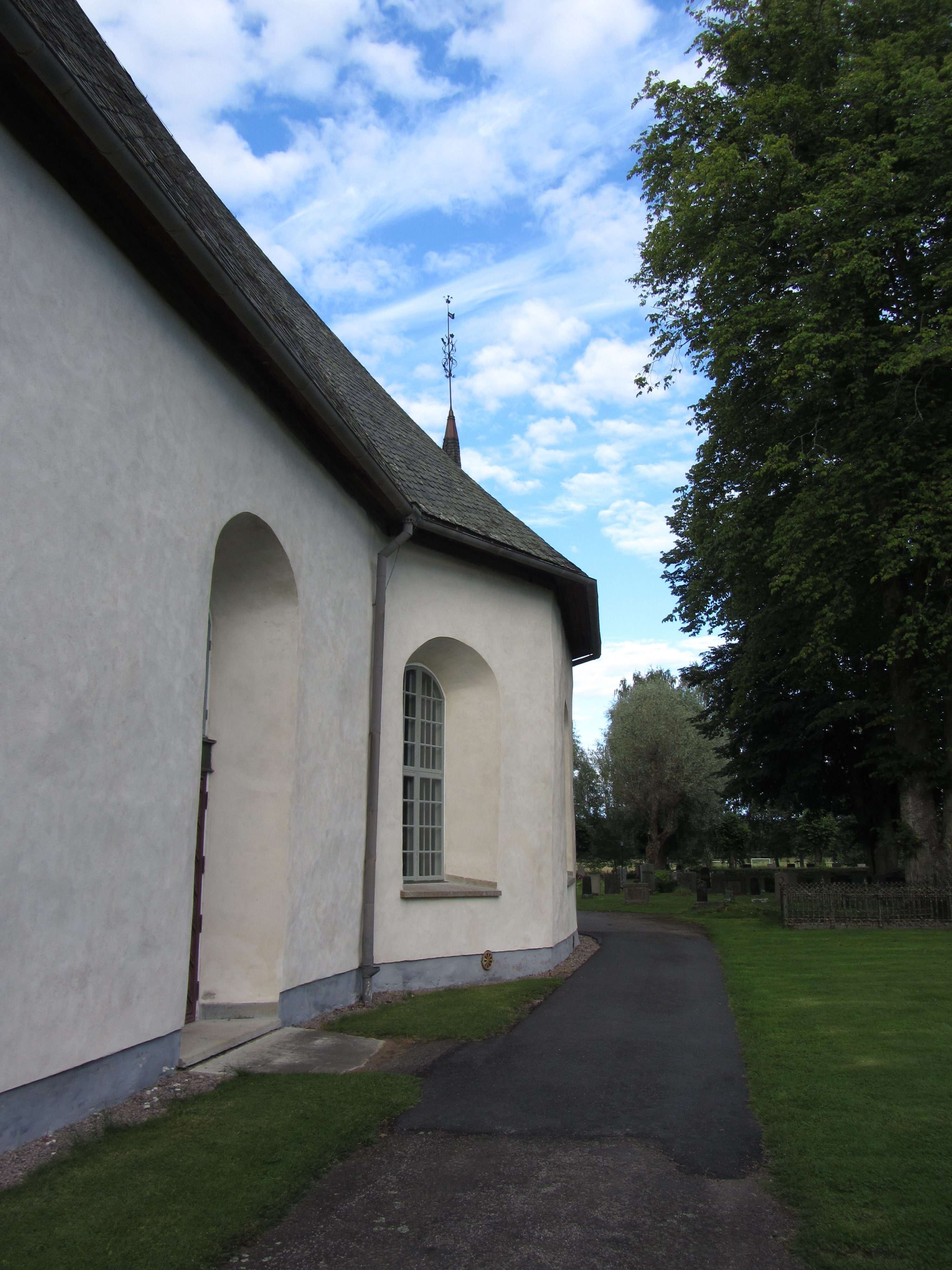
Exteriördetalj.
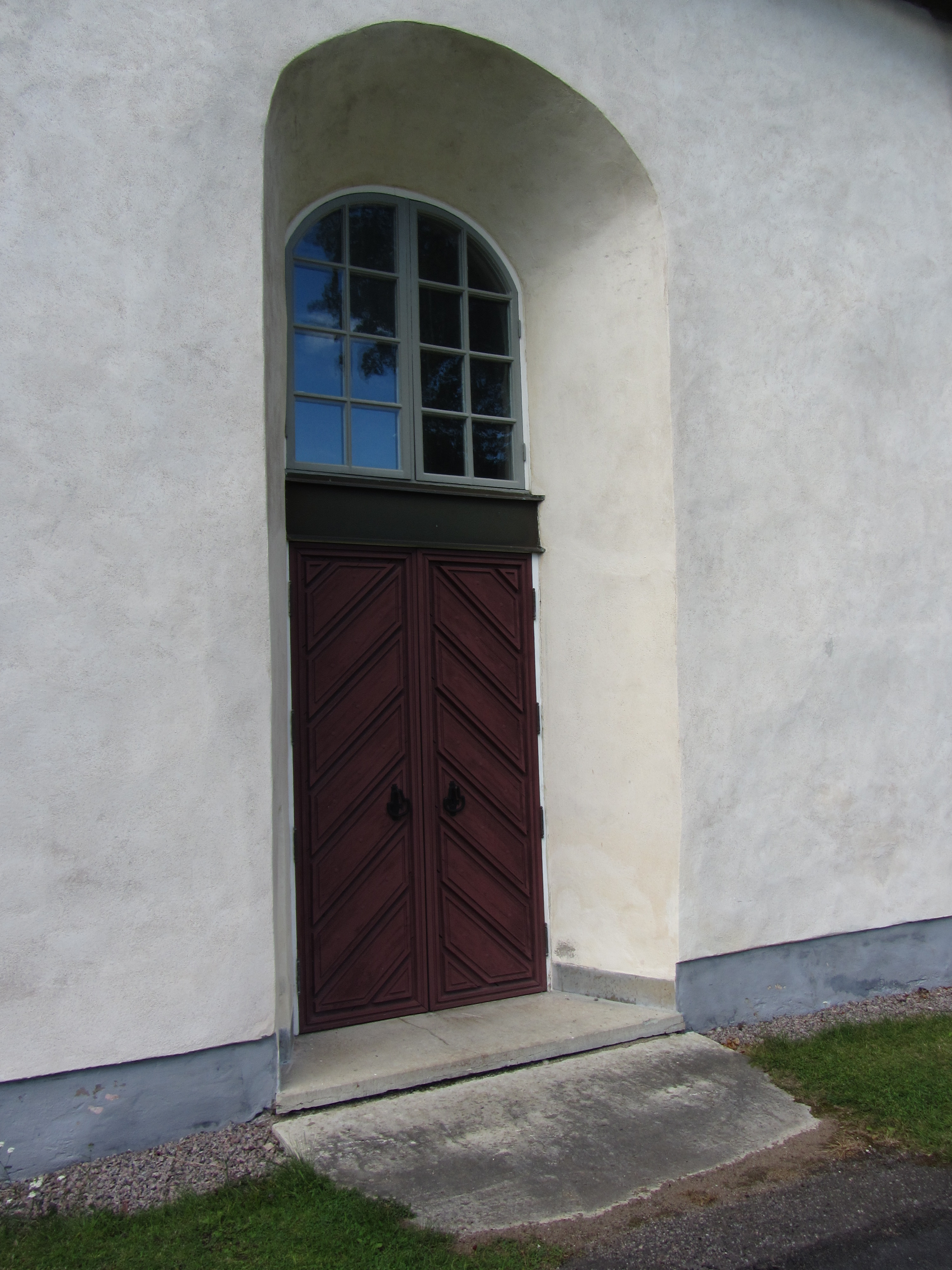
Exteriördetalj.
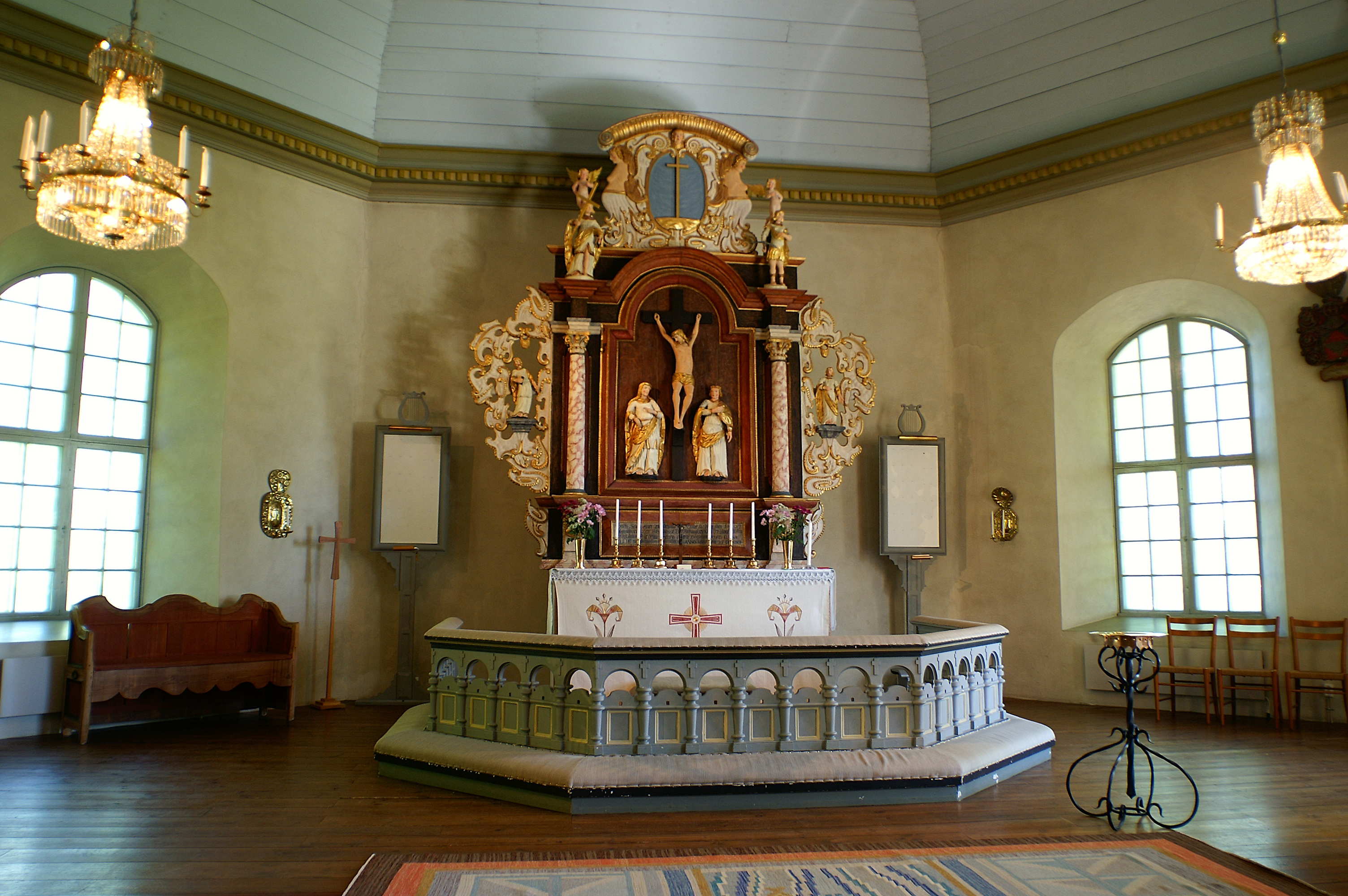
Altare och del av altarrummet.